# ふたりソロキャンプ
『ふたりソロキャンプ』は、出端祐大による日本の漫画作品。『イブニング』（講談社）にて、2018年21号から2023年6号
（休刊号）まで第1部を連載。「コミックDAYS」（同）に特別番外編を掲載後、『モーニング』（同）に移行して2024年2・3合併号から第2部が連載されている。同誌2025年32号に掲載後は、作者の急病によりしばらく休載となる。第1話は「独り、野営にて思ふ」のタイトルで始まり、孤独を愛するおっさんソロキャンパー巌を主人公とした重厚な物語と思わせていたが、ソロキャンプ初体験の雫が突然闖入することで若い女性のわがままに振り回されるおっさんコメディへと一転。最後のページで本当の作品タイトルが表記され「独り、野営にて思ふ」は第1話のサブタイトルであったことが明かされる。ソロキャンプのベテランとソロキャンプ初心者の交流を描いた作品。2025年7月時点における電子書籍を含めた累計発行部数は、330万部を突破している。
2021年4月、第45回講談社漫画賞の最終候補作にノミネートされた。
メディアミックスとして、2025年1月よりTOKYO MXにてテレビドラマが放送された。同年7月よりテレビアニメが放送中。

## あらすじ
独りを愛する孤高のキャンパー、樹乃倉巌はいつものようにソロキャンプを楽しんでいた。しかし、そんな彼の至福の時間はキャンプ場に来る途中で遭難しかけて大幅に遅刻してやってきた超初心者キャンパー、草野雫のせいで台無しになってしまう。既に職員も帰ってしまいレンタルするつもりで自前のテントも所持していない雫を見かね、不本意ながらも世話を焼き「お前にはソロはまだ早い」と諭した巌だが、そんな彼をキャンプの師として見込んだ雫は自分が一人前になるまで「ふたりでソロキャンプ」をして鍛えてほしいと言い出す。
当然拒否する巌だが、不可抗力とはいえ雫の着替えを見て事故で押し倒した弱みを握られていることもあり嫌々ながらふたりでソロキャンプをやることになる。そんな最悪の出会いで始まった2人の師弟関係だが、徐々に関係は進展していく。

## 登場人物
声の項はテレビアニメ版の声優。

### 主要人物
樹乃倉 巌（きのくら げん）
声 - 濱野大輝、島袋美由利（少年期）
本作の主人公。34歳。孤独を楽しんでいる生粋のソロキャンパー。最初は雫に対し、嫌悪感を抱いていたが、徐々に彼女とは師弟関係となる。幼少期に父親を亡くしており、キャンプを通してあの世の父親と会話している。自然での孤独を愛するが別に人嫌いというわけではない。
草野 雫（くさの しずく）
声 - 新崎瑞季
本作のヒロイン。20歳。太眉が特徴であり、爆乳。ソロキャンプ初心者。着替え中に巌と遭遇し、半ば強引に彼に弟子入りを志願する。長崎出身で標準語では中性口調だが、興奮すると九州弁でしゃべる。巌のソロキャンプの教えにより、次第に成長していく。女子短大を卒業後は調理師専門学校に通い、作中では毎回彼女が作った「雫のキャンプ飯」がレシピ付きで紹介され、巌の胃袋を掴んでいく。

### 周辺人物
大空 さや（おおぞら さや）
声 - 会沢紗弥
雫の友人。
火野 瑞希（ひの みずき）
声 - 根本優奈
雫の友人。
滝川 彰人（たきがわ あきひと）
声 - 阿座上洋平
厳の高校時代からの友人。キャンプ好きという共通点から付き合いが続いている。

## ふたりソロキャンプルール
巌の弟子を続けていくために第5話で雫が提唱。「ふたりでソロキャンプ」という矛盾したテーマを定義する線引きとして機能している。
- その1、現地集合現地解散
- その2、テントはそれなりに離すこと
- その3、やれることは自分だけでやること
- その4、独りになりたい時間を邪魔しないこと

## 商業的評価
週間単行本売り上げランキングCOMIC ZIN調べで、単行本第6巻が2020年5月18日から5月24日までで第9位、第7巻が同年8月10日から8月16日までで第2位を獲得した。

## 書誌情報

### 単行本
- 出端祐大 『ふたりソロキャンプ』 講談社〈イブニングKC〉、既刊21巻（2025年7月23日現在）
  1. 2019年3月22日発売[12][13]、ISBN 978-4-06-514905-8
  2. 2019年5月23日発売[14]、ISBN 978-4-06-516174-6
  3. 2019年8月6日発売[15]、ISBN 978-4-06-516945-2
  4. 2019年11月21日発売[16]、ISBN 978-4-06-518010-5
  5. 2020年3月23日発売[17]、ISBN 978-4-06-518923-8
  6. 2020年5月22日発売[18]、ISBN 978-4-06-519585-7
  7. 2020年8月11日発売[19]、ISBN 978-4-06-520490-0
  8. 2020年12月23日発売[20]、ISBN 978-4-06-521819-8
  9. 2021年3月23日発売[21]、ISBN 978-4-06-522678-0
    - ステッカーセット付き限定版[22]、ISBN 978-4-06-523424-2

  10. 2021年7月14日発売[23]、ISBN 978-4-06-524044-1
    - ステッカーセット付き限定版[24]、ISBN 978-4-06-524605-4

  11. 2021年11月22日発売[25]、ISBN 978-4-06-525887-3
    - ステッカーセット付き限定版[26]、ISBN 978-4-06-525886-6

  12. 2022年3月23日発売[27]、ISBN 978-4-06-527124-7
    - トートバッグ付き限定版[28]、ISBN 978-4-06-527125-4

  13. 2022年7月22日発売[29]、ISBN 978-4-06-528464-3
  14. 2022年11月22日発売[30]、ISBN 978-4-06-529761-2
    - 「雫のキャンプ飯レシピBOOK」付き特装版[31]、ISBN 978-4-06-529837-4

  15. 2023年4月21日発売[32]、ISBN 978-4-06-530943-8
  16. 2023年7月21日発売[33]、ISBN 978-4-06-532426-4
    - 「雫のキャンプ飯レシピBOOK第2弾」付き特装版[34]、ISBN 978-4-06-532536-0
    - この巻に『イブニング』連載終了分と『コミックDAYS』の特別番外編を収録。

  17. 2024年4月23日発売[35]、ISBN 978-4-06-535251-9
    - この巻から『モーニング』連載分を収録。

  18. 2024年7月23日発売[36]、ISBN 978-4-06-536019-4
  19. 2024年11月21日発売[37]、ISBN 978-4-06-537522-8
  20. 2025年4月23日発売[38]、ISBN 978-4-06-538635-4
  21. 2025年7月23日発売[39]、ISBN 978-4-06-539894-4

### その他
- 講談社（編）、出端祐大・イブニング編集部（協力） 『ふたりソロキャンプ公式はじめてキャンプ まったく新しい”3ステップ理論”であなたもキャンプデビュー!』 講談社、2021年7月27日発売[40]、ISBN 978-4-06-524549-1
- 講談社（編）、出端祐大・モーニング編集部（協力） 『ふたりソロキャンプのレシピブック』 講談社、2024年7月23日発売[41]、ISBN 978-4-06-535428-5
- 講談社（編）、出端祐大・モーニング編集部（協力） 『ふたりソロキャンプ公式 キャンプギア図鑑』 講談社、2025年7月23日発売[6]、ISBN 978-4-06-536021-7

## テレビドラマ
2025年1月9日から2月27日までTOKYO MXにて放送された。主演は森崎ウィン。

### キャスト

#### 主要人物
樹乃倉厳〈34〉
演 - 森崎ウィン
ソロキャンパー。
草野雫〈20〉
演 - 本田望結
超初心者キャンパーの短大生。長崎県出身。

#### 周辺人物
滝川彰人〈34〉
演 - 稲葉友
厳の高校時代からの友人で良き理解者。キャンプが好き。
大空さや〈20〉
演 - 滝澤エリカ
雫の親友。
火野瑞希〈20〉
演 - 宮下咲
雫の親友。
厳の父親
演 - 中林大樹
厳にキャンプを教えた師匠。

### スタッフ
- 原作 - 出端祐大『ふたりソロキャンプ』（「モーニング」講談社刊 ）[8]
- 脚本 - 北川亜矢子[8]
- 主題歌 - HERO COMPLEX「Remember」（THE NINTH APOLLO）[43]
- 監督 - 二宮崇、平林克理[8]
- 制作統括 - 伊達寛
- プロデューサー - 金子広孝、熊谷喜一（ヘッドクォーター）
- 特別協賛 - サクマ製菓[44]
- 制作プロダクション - ヘッドクォーター[8]
- 製作・著作 - TOKYO MX[8]

### 放送日程
| 各話   | 放送日  | 監督     |
| ------ | ------- | -------- |
| 第1話  | 1月09日 | 二宮崇   |
| 第2話  | 1月16日 | 二宮崇   |
| 第3話  | 1月23日 | 二宮崇   |
| 第4話  | 1月30日 | 二宮崇   |
| 第5話  | 2月06日 | 平林克理 |
| 第6話  | 2月13日 | 平林克理 |
| 第7話  | 2月20日 | 二宮崇   |
| 最終話 | 2月27日 | 二宮崇   |

### 放送局
| 放送期間                 | 放送時間                     | 放送局          | 対象地域       | 備考   |
| ------------------------ | ---------------------------- | --------------- | -------------- | ------ |
| 2025年1月9日 - 2月27日   | 木曜 21:25 - 21:54           | TOKYO MX        | 東京都         | 製作局 |
| 2025年1月23日 - 3月13日  | 木曜 1:00 - 1:30（水曜深夜） | テレビ北海道    | 北海道         |        |
| 2025年2月13日 -          | 木曜 0:55 - 1:25（水曜深夜） | KSB瀬戸内海放送 | 香川県・岡山県 |        |
| 2025年4月5日 - （予定）  | 土曜 5:25 - 5:55             | 長崎国際テレビ  | 長崎県         |        |
|                          | 土曜 23:30 - 日曜 0:00       | KBS京都         | 京都府         |        |
| 2025年6月10日 - （予定） | 火曜 0:51 - 1:21（月曜深夜） | SBS静岡放送     | 静岡県         |        |

### ネット配信
| 配信開始月 | 配信サイト | 配信料金     | 備考       |
| ---------- | ---------- | ------------ | ---------- |
| 2025年1月  | TVer       | 広告付き無料 | 見逃し配信 |
| 2025年1月  | Netflix    | 定額制有料   | 見逃し配信 |

| TOKYO MX ドラマニア!                                                | TOKYO MX ドラマニア!                                                | TOKYO MX ドラマニア!                                                              |
| 前番組                                                              | 番組名                                                              | 次番組                                                                            |
| ------------------------------------------------------------------- | ------------------------------------------------------------------- | --------------------------------------------------------------------------------- |
| きみの継ぐ香りは （2024年11月8日 - 12月27日） - ※金曜 21:25 - 21:54 | ふたりソロキャンプ （2025年1月9日 - 2月27日） - ※木曜 21:25 - 21:54 | 低体温男子になつかれました。 （2025年5月8日 - ） - ※木曜 22:00 - 22:30            |
| TOKYO MX 木曜21:25 - 21:54枠                                        |                                                                     |                                                                                   |
| きのこいぬ - ※アニメ                                                | ふたりソロキャンプ （2025年1月9日 - 2月27日）                       | 今日アミ -今日からアミューズメイト- （2025年3月13日 - 3月27日） - ※バラエティ番組 |

## テレビアニメ
2025年7月よりTOKYO MXほかにて連続2クールで放送中。ナレーションは志村知幸。

### スタッフ（テレビアニメ）
- 原作 - 出端祐大[9]
- 監督 - 羽鳥潤[9]
- シリーズ構成 - 皐月彩[9]
- キャラクターデザイン - 島崎知美[9]
- プロップデザイン - 甲藤円、横井秀章、ほそぬまあおい、くろだかほ、No_rule、篠原信子
- 衣装デザイン - 大野薫野
- 美術監督・美術設定 - 長谷川弘行[9]
- 美術監修 - 佐藤勝
- 色彩設計 - 瀬戸治子[9]
- 3DCGディレクター - 石井日出喜
- 撮影監督 - 坪内弘樹[9]
- 編集 - 新居和弘
- 音響監督 - 八巻大樹[9]
- 音響効果 - 山谷尚人
- 音響制作 - ビットグルーヴプロモーション
- 音楽 - 小鷲翔太[9]
- 音楽制作 - ポニーキャニオン
- 音楽プロデューサー - 坂本彩
- プロデューサー - 渡部祐樹、鈴木祐治、大和雅恵、黒須信彦、松井優子
- アニメーションプロデューサー - 藤原和博
- アニメーション制作 - SynergySP[9]
- 製作 - ふたりソロキャンプ製作委員会

### 主題歌
「灯りは遠く」
スカートによるオープニングテーマ。作詞・作曲は澤部渡、編曲はスカート。
「ふたりキャンプ feat. SPECIAL OTHERS」
オーイシマサヨシによるエンディングテーマ。作詞・作曲は大石昌良、編曲は大石昌良、SPECIAL OTHERS。

### 各話リスト
| 話数  | サブタイトル                 | 脚本     | 絵コンテ       | 演出     | 作画監督                                                                                | 総作画監督                 | 初放送日       |
| ----- | ---------------------------- | -------- | -------------- | -------- | --------------------------------------------------------------------------------------- | -------------------------- | -------------- |
| 第1話 | 独り野営にて思ふ             | 皐月彩   | 羽鳥潤         | 鈴木孝聡 | 荒牧園美 冨永和代 ふたふさ 島崎知美                                                     | 島崎知美 朝山公晴 清水空翔 | 2025年 7月11日 |
| 第2話 | 孤独を楽しめ                 | 皐月彩   | まついひとゆき | 髙本雄大 | 半扇門 七霊石                                                                           | 島崎知美 朝山公晴 清水空翔 | 7月18日        |
| 第3話 | ギア沼にご用心               | 皐月彩   | 西本由紀夫     | 吉田俊司 | 高橋万帆 武志鵬 王家涵 核聚變動畫 無錫月霊動画 無錫七彩動画 淮南像素映画                | 島崎知美 朝山公晴 清水空翔 | 7月25日        |
| 第4話 | キャンプに行って、何するの？ | 瀬田光穂 | まついひとゆき | 上野謙矢 | 工藤葉瑠香 川合正起 石田充知子 デムリン レミ たんパク ゼルチャールズ・アノナット 七霊石 | 島崎知美 朝山公晴 清水空翔 | 8月1日         |
| 第5話 | 自分で選ぶ道                 | 谷崎央佳 | 羽鳥潤         | 鈴木孝聡 | 荒牧園美 冨永和代 ふたふさ                                                              | 島崎知美 朝山公晴 清水空翔 | 8月8日         |
| 第6話 | 師匠モード                   | 谷崎央佳 | まついひとゆき | 上野謙矢 | 川合正起 eeqa デムリン レミ たんパク グレーン 七霊石                                    | 島崎知美 朝山公晴 清水空翔 | 8月15日        |

### 放送局（テレビアニメ）
| 放送期間        | 放送時間                     | 放送局       | 対象地域   | 備考                                   |
| --------------- | ---------------------------- | ------------ | ---------- | -------------------------------------- |
| 2025年7月11日 - | 金曜 0:30 - 1:00（木曜深夜） | TOKYO MX     | 東京都     |                                        |
|                 | 金曜 23:30 - 土曜 0:00       | BS朝日       | 日本全域   | 製作参加 / BS/BS4K放送 / 『アニメA』枠 |
| 2025年7月12日 - | 土曜 1:25 - 1:55（金曜深夜） | 長崎文化放送 | 長崎県     | 『あに。』枠                           |
|                 | 土曜 21:00 - 21:30           | AT-X         | 日本全域   | CS放送 / 字幕放送 / リピート放送あり   |
| 2025年7月16日 - | 水曜 1:29 - 1:59（火曜深夜） | 読売テレビ   | 近畿広域圏 |                                        |

| 配信開始日    | 配信時間                           | 配信サイト | 備考                   |
| ------------- | ---------------------------------- | --- | ---------------------- |
| 2025年7月11日 | 金曜 1:30（木曜深夜） 更新         | Prime Video U-NEXT アニメ放題                                                                                         | 見放題先行配信         |
|               |                                    | U-NEXT アニメ放題 | 最新話期間限定無料配信 |
| 2025年7月16日 | 水曜 1:30（火曜深夜） 以降順次更新 | ABEMA AnimeFesta バンダイチャンネル dアニメストア DMM TV FOD Hulu J:COM STREAM 見放題 Lemino milplus Pontaパス TELASA | 見放題配信             |
|               |                                    | バンダイチャンネル J:COM STREAM milplus ニコニコチャンネル Prime Video Rakuten TV TELASA Video Market                 | レンタル配信           |
|               | 水曜 1:30 - 2:00（火曜深夜）       | ABEMA ニコニコ生放送                                                                                                  | 最新話期間限定無料配信 |
|               | 水曜 1:59（火曜深夜） 更新         | TVer ytv MyDo! | 最新話期間限定無料配信 |

### BD
| 巻 | 発売日             | 収録話          | 規格品番   |
| -- | ------------------ | --------------- | ---------- |
| 上 | 2025年10月29日予定 | 第1話 - 第12話  | PCXP-51217 |
| 下 | 2026年1月8日予定   | 第13話 - 第24話 | PCXP-51218 |